# Capuns

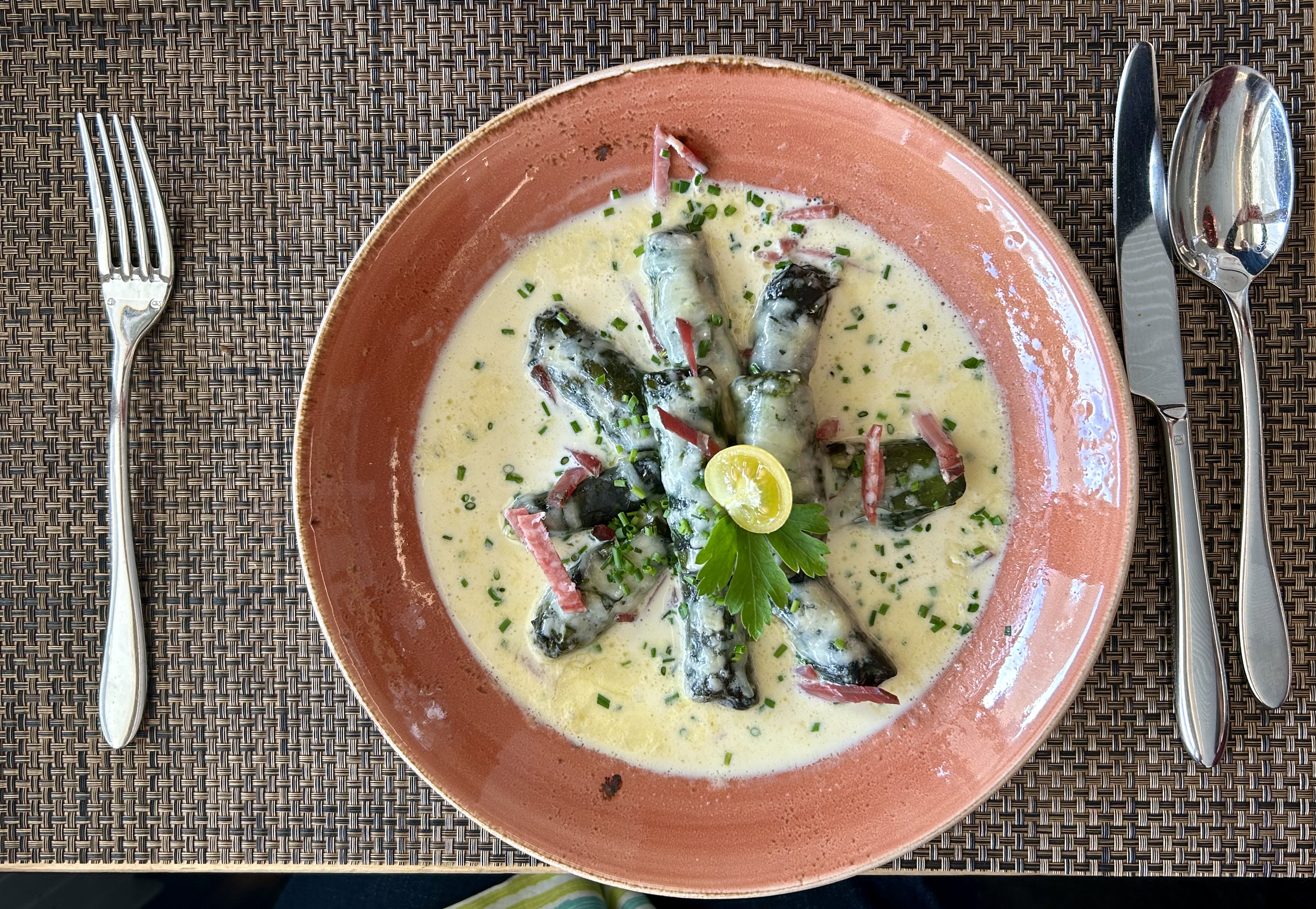
Capuns serviert in Sedrun…

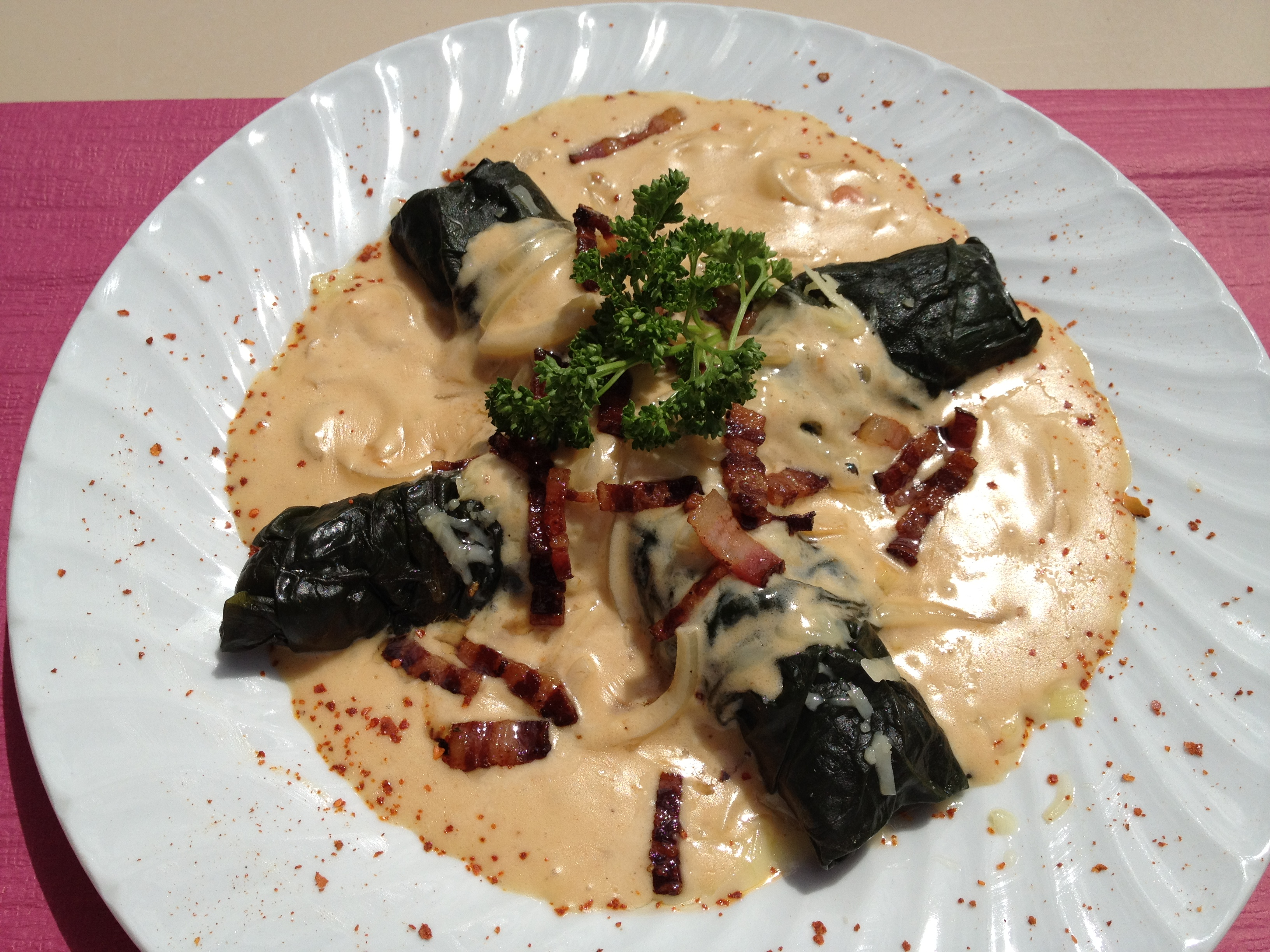
…und in Uors

Capuns ist ein traditionelles Gericht aus dem Kanton Graubünden (Schweiz).

## Zubereitung
Es sind in Mangoldblätter (typischerweise wird Schnittmangold verwendet) oder Lattichblätter gewickelte Päckchen aus Spätzleteig, der mit Kräutern und in kleine Stücke geschnittenem Landjäger, Salsiz oder Bündnerfleisch angereichert ist. Capuns werden in Milchwasser gekocht. Je nach Rezept werden sie noch mit Bergkäse überbacken. Dazu reicht man eine Sauce aus Milch und Wasser (halb Milch und Bouillon). Die Schnittmangoldblätter werden im Bündner (Schweizer) Volksmund auch Capunsblätter genannt.

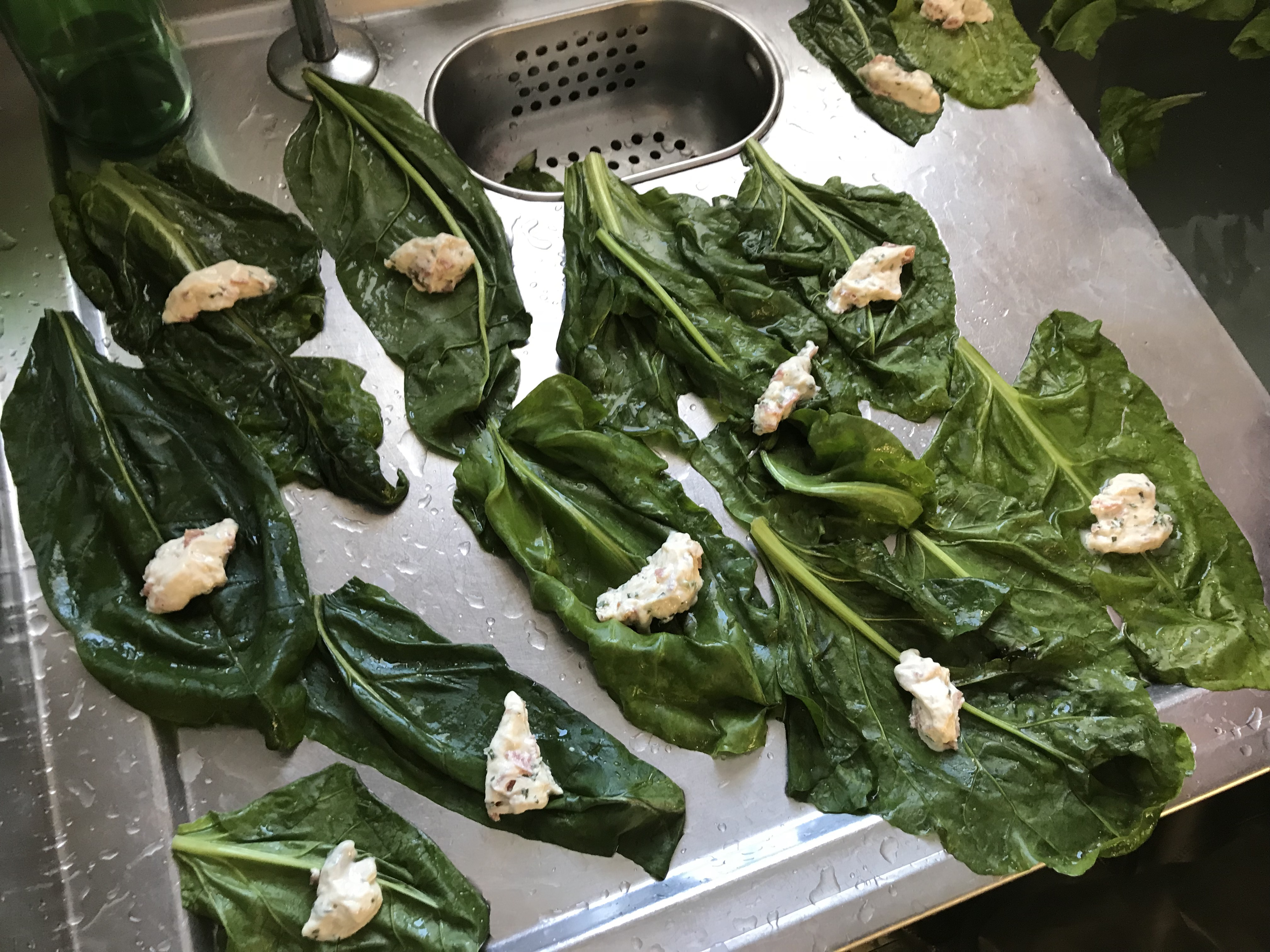
Capunsblätter werden mit dem Teig belegt
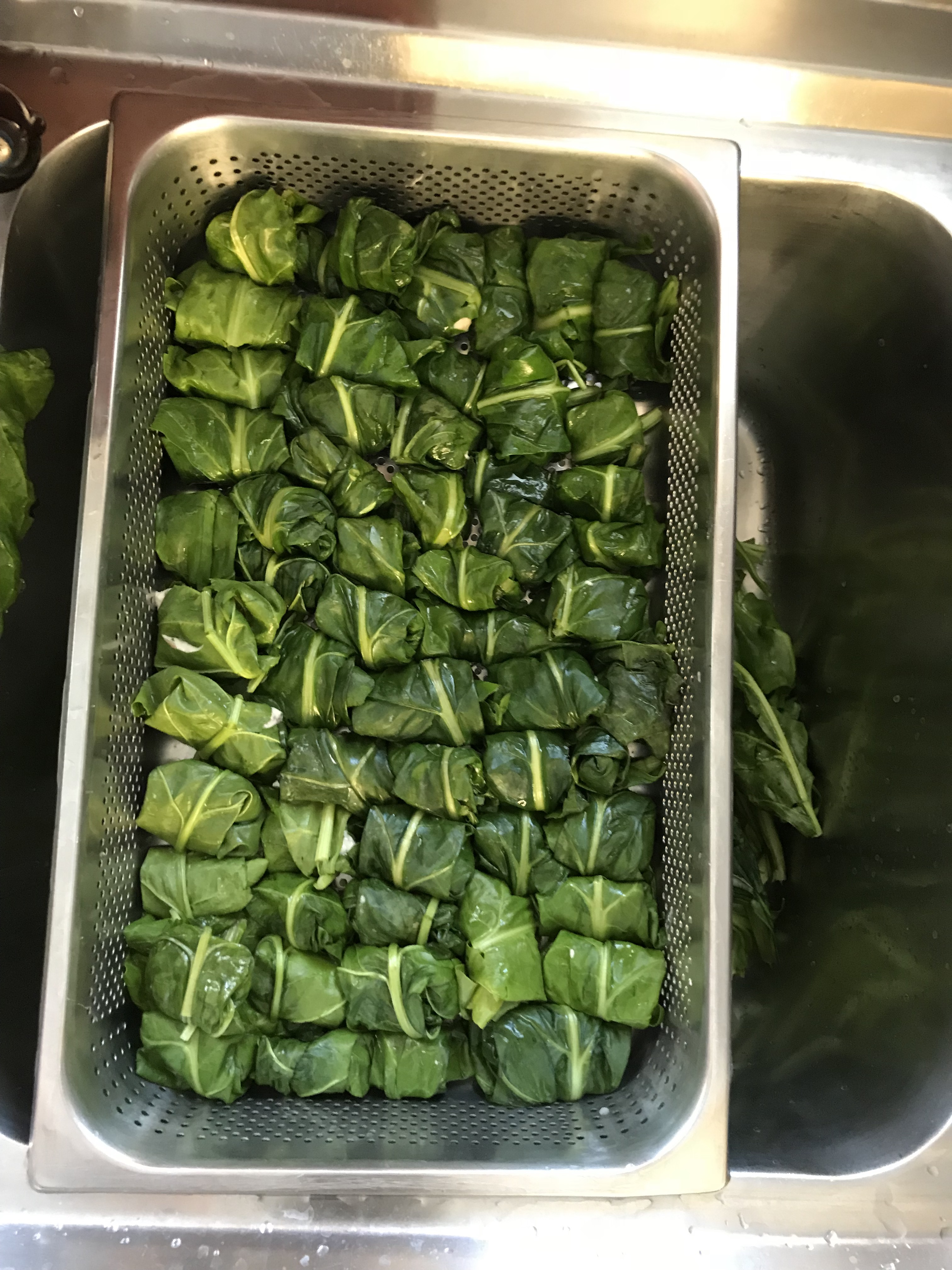
Fertig gerollte Capuns vor dem Kochen